# Wilsoniella decipiens
Wilsoniella decipiens är en bladmossart som beskrevs av Alst. in Dixon 1930. Wilsoniella decipiens ingår i släktet Wilsoniella och familjen Ditrichaceae. Inga underarter finns listade i Catalogue of Life.